# Юдино ухо
Юдиното ухо или китайска черна дървесна гъба (Auricularia auricula-judae) е вид ядлива дървесна базидиева гъба която плододава чашки с формата на човешки уши. Дължи името си на своята форма наподобяваща човешко ухо и митът, че Юда Искариот се е обесил от клон на дърво. Дървото в този мит е див рожков, но на него не се среща юдиното ухо.
Гъбата няма стъбло и няколко уши израстват заедно директно от мъртви или умиращи клони на черен бъз и по-рядко други широколистни храсти и дървета. Плододава предимно през лятото и есента, но се появява и целогодишно. Плододаването е винаги във влажно време или след обилни валежи. Гъбата се изсушава бързо, потъмнява и се смалява което затруднява откриването ѝ. В младо състояние е розова на цвят. По-късно потъмнява. Месото е жилаво и прозрачно. Няма аромат и вкус. Споровият прашец е бял.
Плодните тела са ядливи и се използват особено много в китайската кулинария. Гъбата има лечебни качества и може да се отглежда.

## Местообитание
Расте целогодишно на малки или многобройни групи по паднали стволове и сухи клони на широколистни дървета и храсти (най-вече на бял бъз). Среща се в Европа, Азия, Австралия и Африка.